# Al Bano & Romina Power
Al Bano & Romina Power ist ein italienisches Pop-Duo, das aus Al Bano (* 1943) und Romina Power (* 1951) besteht. Das Paar war vor allem in den 1980er Jahren mit Liedern wie Felicità, Sharazan oder Sempre sempre international erfolgreich.

## Karriere
Al Bano war bereits seit 1967 als Sänger erfolgreich. Ende der 1960er Jahre lernte er die Schauspielerin Romina Power kennen. Sie heirateten 1970 und begannen, Duettaufnahmen zu veröffentlichen. Beim Eurovision Song Contest vertraten sie 1976 und 1985 Italien und belegten jeweils Platz 7. 
Ihre erfolgreichste Zeit hatten sie in den 1980er Jahren; mit Felicità erreichten sie den zweiten Rang beim Sanremo-Festival 1982. Sie gewannen das Festival 1984 mit Ci sarà, und 1985 traten sie erneut beim Grand Prix mit Magic Oh Magic auf. Weitere Erfolge erreichten sie 1987: Nostalgia canaglia, Dritter in Sanremo, und Libertà. Es folgte Cara terra mia, wieder Dritter in Sanremo 1989. Zwei Jahre später, 1991, trat das Duo beim Festival mit Oggi sposi auf. 
Nach dem spurlosen Verschwinden ihrer gemeinsamen Tochter Ylenia Carrisi 1994 veröffentlichten sie das Album Emozionale und versuchten, das Geschehene zu verarbeiten. Trotzdem zerbrach die Ehe und damit auch die musikalische Gemeinschaft. 1999 ließen sie sich scheiden. Al Bano startete danach eine erfolgreiche Solokarriere. 
Seit 2013 treten Al Bano & Romina Power wieder gemeinsam auf. 2015 veröffentlichten sie ein neues Livealbum. Aus gesundheitlichen Gründen hatte das Duo seinen Abschied für 2018 geplant. Da Al Bano sich aber in der Zwischenzeit nach seinen Herzinfarkten schnell erholt hatte, wurde im Dezember 2018 verkündet, dass sie auch 2019 gemeinsame Auftritte planen. 2020 traten Al Bano & Romina Power mit ihrem neuen Song Raccogli l'attimo als Gäste beim Sanremo-Festival 2020 auf. Im Februar 2020 veröffentlichten sie das Album Raccogli l'attimo mit zwei neuen Duetten und jeweils vier neuen Solotiteln.

## Diskografie

### Studioalben
| Jahr | Titel                    | Höchstplatzierung, Gesamtwochen, AuszeichnungChartplatzierungen (Jahr, Titel, Platzierungen, Wochen, Auszeichnungen, Anmerkungen) | Höchstplatzierung, Gesamtwochen, AuszeichnungChartplatzierungen (Jahr, Titel, Platzierungen, Wochen, Auszeichnungen, Anmerkungen) | Höchstplatzierung, Gesamtwochen, AuszeichnungChartplatzierungen (Jahr, Titel, Platzierungen, Wochen, Auszeichnungen, Anmerkungen) | Höchstplatzierung, Gesamtwochen, AuszeichnungChartplatzierungen (Jahr, Titel, Platzierungen, Wochen, Auszeichnungen, Anmerkungen) | Anmerkungen                                                                     |
| Jahr | Titel                    | DE | AT | CH | IT | Anmerkungen                                                                     |
| ---- | ------------------------ | --- | --- | --- | --- | ------------------------------------------------------------------------------- |
| 1982 | Felicità                 | DE17 (21 Wo.)DE | — | — | — |                                                                                 |
| 1982 | Aria pura                | — | — | — | IT4 (14 Wo.)IT |                                                                                 |
| 1983 | Che angelo sei           | DE34 (16 Wo.)DE | — | — | IT24 (3 Wo.)IT |                                                                                 |
| 1987 | Sempre sempre            | — | AT3 Gold · (18 Wo.)AT | — | — |                                                                                 |
| 1988 | Libertà!                 | DE35 (19 Wo.)DE | AT10 (4 Wo.)AT | — | — |                                                                                 |
| 1989 | Fragile                  | DE53 (5 Wo.)DE | AT28 (2 Wo.)AT | — | — |                                                                                 |
| 1990 | Fotografia di un momento | — | AT10 (12 Wo.)AT | — | — |                                                                                 |
| 1993 | Notte e giorno           | DE58 (9 Wo.)DE | AT31 (6 Wo.)AT | — | — | Erstveröffentlichung: 15. Februar 1993                                          |
| 1995 | Emozionale               | DE62 (6 Wo.)DE | AT13 (8 Wo.)AT | — | IT39 (1 Wo.)IT | Erstveröffentlichung: 28. April 1995 Charteintritt in Italien erst im März 1996 |
| 2020 | Raccogli l’attimo        | — | — | — | IT80 (1 Wo.)IT | Erstveröffentlichung: 7. Februar 2020                                           |

grau schraffiert: keine Chartdaten aus diesem Jahr verfügbar
Weitere Studioalben
- 1975: Atto I
- 1975: Arena blanca mar azul
- 1975: Dialogo
- 1976: Des nuits entières
- 1977: 1978
- 1978: Qualcosa tra noi
- 1980: Aria pura
- 1981: Sharazan (Cantan en español)
- 1982: Felicidad (Cantan en español)
- 1983: Cantan en español
- 1984: Effetto amore
- 1984: The Golden Orpheus Festival 84
- 1990: Weihnachten bei uns zu Hause (AT: Gold)
- 1991: Corriere di natale
- 1996: Ancora … Zugabe
- 1997: Prima notte d’amore

### Kompilationen
| Jahr | Titel                                                            | Höchstplatzierung, Gesamtwochen, AuszeichnungChartplatzierungen (Jahr, Titel, Platzierungen, Wochen, Auszeichnungen, Anmerkungen) | Höchstplatzierung, Gesamtwochen, AuszeichnungChartplatzierungen (Jahr, Titel, Platzierungen, Wochen, Auszeichnungen, Anmerkungen) | Höchstplatzierung, Gesamtwochen, AuszeichnungChartplatzierungen (Jahr, Titel, Platzierungen, Wochen, Auszeichnungen, Anmerkungen) | Höchstplatzierung, Gesamtwochen, AuszeichnungChartplatzierungen (Jahr, Titel, Platzierungen, Wochen, Auszeichnungen, Anmerkungen) | Anmerkungen                              |
| Jahr | Titel                                                            | DE | AT | CH | IT | Anmerkungen                              |
| ---- | ---------------------------------------------------------------- | --- | --- | --- | --- | ---------------------------------------- |
| 1983 | Amore mio – Die größten Erfolge                                  | DE3 (18 Wo.)DE | AT6 (8 Wo.)AT | — | — |                                          |
| 1991 | Vincerai – Ihre größten Erfolge / Vincerai – Their Greatest Hits | DE24 Gold · (16 Wo.)DE | AT27 Platin · (12 Wo.)AT | — | — |                                          |
| 2015 | The Very Best – Live aus Verona                                  | DE82 (1 Wo.)DE | AT71 (1 Wo.)AT | — | — | Erstveröffentlichung: 18. September 2015 |

Weitere Kompilationen
| - 1978: Qualcosa tra noi - 1982: “Ieri e oggi” - 1982: Al Bano e Romina Power - 1982: Al Bano e Romina - 1982: 16 chanson 16 succès - 1983: Collection - 1984: Dialogo - 1986: Tu soltanto tu - 1987: Romantica – Die großen Erfolge - 1988: Felicità - 1989: Al Bano & Romina Power - 1989: Super 20 - 1991: Star Collection – Canzone blu - 1991: Le più belle canzoni - 1993: Che amici - 1994: The ★ Collection - 1994: Collection - 1994: Golden Stars International | - 1994: Golden Stars International Vol. 2 - 1994: Sharazan - 1995: Best of Al Bano & Romina Power - 1996: Meisterstücke - 1996: Donna per amore - 1996: Storia di due innamorati - 1997: Sentire ti amo - 1997: Grandes exitos (2 CDs) - 1997: Prima notte d’amore - 1997: I grandi successi (3 CDs) - 1998: I successi – Volume 1 - 1998: The Collection - 2002: Love Songs - 2006: Stationen unseres Lebens (Unsere größten Erfolge) (2 CDs) - 2007: Italienische Momente - 2008: Le nostre emozioni - 2008: Cantando in libertà … Le più belle canzoni (3 CDs) - 2012: Un’ora con … |

### Singles
| Jahr | Titel Album                                             | Höchstplatzierung, Gesamtwochen, AuszeichnungChartplatzierungen (Jahr, Titel, Album, Platzierungen, Wochen, Auszeichnungen, Anmerkungen) | Höchstplatzierung, Gesamtwochen, AuszeichnungChartplatzierungen (Jahr, Titel, Album, Platzierungen, Wochen, Auszeichnungen, Anmerkungen) | Höchstplatzierung, Gesamtwochen, AuszeichnungChartplatzierungen (Jahr, Titel, Album, Platzierungen, Wochen, Auszeichnungen, Anmerkungen) | Höchstplatzierung, Gesamtwochen, AuszeichnungChartplatzierungen (Jahr, Titel, Album, Platzierungen, Wochen, Auszeichnungen, Anmerkungen) | Anmerkungen |
| Jahr | Titel Album                                             | DE | AT | CH | IT | Anmerkungen |
| ---- | ------------------------------------------------------- | --- | --- | --- | --- | ----------- |
| 1970 | Storia di due innamorati A cavallo di 2 stili           | — | — | — | IT7 (16 Wo.)IT |             |
| 1975 | Dialogo Atto i                                          | — | — | — | IT7 (10 Wo.)IT |             |
| 1981 | Sharazan Aria pura                                      | DE7 (30 Wo.)DE | — | CH1 (12 Wo.)CH | IT2 (22 Wo.)IT |             |
| 1981 | Il ballo del qua qua Aria pura                          | — | — | — | IT2 (26 Wo.)IT |             |
| 1982 | Felicità Aria pura                                      | DE6 Gold · (40 Wo.)DE | AT9 (26 Wo.)AT | CH3 (7 Wo.)CH | IT1 Platin (2023) · (19 Wo.)IT |             |
| 1982 | Tu soltanto tu (Mi hai fatto innamorare) Che angelo sei | DE16 (20 Wo.)DE | AT16 (6 Wo.)AT | CH5 (7 Wo.)CH | IT15 (5 Wo.)IT |             |
| 1983 | Che angelo sei                                          | DE35 (7 Wo.)DE | — | — | — |             |
| 1984 | Ci sarà Effetto amore                                   | DE51 (11 Wo.)DE | AT13 (4 Wo.)AT | CH7 (8 Wo.)CH | IT2 (15 Wo.)IT |             |
| 1984 | Canzone blu Effetto amore                               | DE57 (6 Wo.)DE | — | — | — |             |
| 1986 | Sempre, sempre Sempre sempre                            | DE33 (18 Wo.)DE | AT3 (18 Wo.)AT | — | — |             |
| 1987 | Nostalgia canaglia Sempre sempre                        | — | — | — | IT10 (8 Wo.)IT |             |
| 1988 | Makassar Libertà!                                       | — | AT20 (4 Wo.)AT | — | — |             |
| 1990 | Donna per amore Fotografia di un momento                | — | AT21 (11 Wo.)AT | — | — |             |
| 1991 | Vincerai                                                | — | AT65 (10 Wo.)AT | — | — |             |
| 1993 | Domani, domani Notte e giorno                           | — | AT72 (5 Wo.)AT | — | — |             |

Weitere Singles
- 1972: Taca, Taca, Banda! (Power, Taryn, Kocis und Al Bano)
- 1976: We’ll Live It All Again (Lo rivivrei)
- 1978: Prima notte d’amore
- 1979: Aria Pura
- 1984: Al ritmo di beguine (Ti amo)
- 1987: Libertà!
- 1988: Fragile
- 1989: Donna
- 1989: Cara terra mia
- 1990: Fotografia
- 1990: Un altro natale
- 1990: B. U. S. S. A. ancora
- 1990: Mujer por amor
- 1990: No es sencillo amar
- 1991: Oggi sposi
- 1992: Il mondo degli angeli
- 1993: Sha-E-O
- 1993: Notte e giorno
- 1993: (Torneremo a) Venezia
- 1995: Na Na Na
- 1995: Impossibile
- 1995: Emozionale
- 1996: Anno 2000
- 1997: Grandes exitos
- 1997: Ma il cuore no

## Auszeichnungen für Musikverkäufe
| Goldene Schallplatte - Frankreich - 1976: für die Single T’aimer encore une fois |

Anmerkung: Auszeichnungen in Ländern aus den Charttabellen bzw. Chartboxen sind in ebendiesen zu finden.
| Land/RegionAuszeichnungen für Musikverkäufe (Land/Region, Auszeichnungen, Verkäufe, Quellen) | Gold     | Platin     | Verkäufe | Quellen           |
| -------------------------------------------------------------------------------------------- | -------- | ---------- | -------- | ----------------- |
| Deutschland (BVMI)                                                                           | 2× Gold2 | —          | 500.000  | musikindustrie.de |
| Frankreich (SNEP)                                                                            | Gold1    | —          | 500.000  | infodisc.fr       |
| Italien (FIMI)                                                                               | —        | Platin1    | 100.000  | fimi.it           |
| Österreich (IFPI)                                                                            | 2× Gold2 | Platin1    | 100.000  | ifpi.at           |
| Insgesamt                                                                                    | 5× Gold5 | 2× Platin2 |          |                   |